# Amphoe Phaisali
Amphoe Phaisali (Thai: อำเภอ ไพศาลี) ist ein Landkreis (Amphoe – Verwaltungs-Distrikt) im östlichen Teil der Provinz Nakhon Sawan. Die Provinz Nakhon Sawan liegt im südlichen Teil der Nordregion von Thailand.

## Geographie
Benachbarte Distrikte (von Norden im Uhrzeigersinn): die Amphoe Nong Bua der Provinz Nakhon Sawan, die Amphoe Bueng Sam Phan und Wichian Buri der Provinz Phetchabun, die Amphoe Khok Charoen und Nong Muang der Provinz Lop Buri sowie die Amphoe Tak Fa und Tha Tako wiederum in Nakhon Sawan.

## Geschichte
Phaisali ist eine sehr alte Stadt, wie Überreste des Reiches der Khmer im Tambon Samrong Chai beweisen. In den Tambon Pho Prasat und Na Khom wurden sogar antike Begräbnisstätten gefunden, die aus der Zeit von Ban Chiang stammen könnten.
Der Landkreis Phaisali wurde am 1. Januar 1962 zunächst als „Zweigkreis“ (King Amphoe) eingerichtet, indem die Tambon Samrong Chai, Khok Duea und Takhro vom Amphoe Tha Tako abgetrennt wurden.
Am 27. Juli 1965 bekam er den vollen Amphoe-Status.

## Verwaltung

### Provinzverwaltung
Der Landkreis Phaisali ist in acht Tambon („Unterbezirke“ oder „Gemeinden“) eingeteilt, die sich weiter in 101 Muban („Dörfer“) unterteilen.
| Nr. | Name         | Thai      | Muban | Einw.  |
| --- | ------------ | --------- | ----- | ------ |
| 01. | Khok Duea    | โคกเดื่อ    | 09    | 07.143 |
| 02. | Samrong Chai | สำโรงชัย   | 21    | 11.412 |
| 03. | Wang Nam Lat | วังน้ำลัด    | 10    | 07.713 |
| 04. | Takhro       | ตะคร้อ     | 18    | 11.668 |
| 05. | Pho Prasat   | โพธิ์ประสาท | 13    | 06.772 |
| 06. | Wang Khoi    | วังข่อย     | 11    | 08.270 |
| 07. | Na Khom      | นาขอม     | 11    | 06.049 |
| 08. | Phaisali     | ไพศาลี     | 08    | 13.367 |

### Lokalverwaltung
Es gibt eine Kommune mit „Kleinstadt“-Status (Thesaban Tambon) im Landkreis:
- Phaisali (Thai: เทศบาลตำบลไพศาลี) bestehend aus den Teilen der Tambon Khok Duea, Phaisali.

Außerdem gibt es acht „Tambon-Verwaltungsorganisationen“ (องค์การบริหารส่วนตำบล – Tambon Administrative Organizations, TAO)
- Khok Duea (Thai: องค์การบริหารส่วนตำบลโคกเดื่อ) bestehend aus Teilen des Tambon Khok Duea.
- Samrong Chai (Thai: องค์การบริหารส่วนตำบลสำโรงชัย) bestehend aus dem kompletten Tambon Samrong Chai.
- Wang Nam Lat (Thai: องค์การบริหารส่วนตำบลวังน้ำลัด) bestehend aus dem kompletten Tambon Wang Nam Lat.
- Takhro (Thai: องค์การบริหารส่วนตำบลตะคร้อ) bestehend aus dem kompletten Tambon Takhro.
- Pho Prasat (Thai: องค์การบริหารส่วนตำบลโพธิ์ประสาท) bestehend aus dem kompletten Tambon Pho Prasat.
- Wang Khoi (Thai: องค์การบริหารส่วนตำบลวังข่อย) bestehend aus dem kompletten Tambon Wang Khoi.
- Na Khom (Thai: องค์การบริหารส่วนตำบลนาขอม) bestehend aus dem kompletten Tambon Na Khom.
- Phaisali (Thai: องค์การบริหารส่วนตำบลไพศาลี) bestehend aus Teilen des Tambon Phaisali.